# Franz Müller-Lyer
Franz Carl Müller-Lyer (né le 5 février 1857 à Baden-Baden, mort le 29 octobre 1916 à Munich) est un psychologue et sociologue badois.

## Biographie
Il étudie la médecine à Strasbourg, Bonn et Leipzig et la psychologie et la sociologie dans les universités de Berlin, Vienne, Paris et Londres.
En 1888, il ouvre un cabinet privé à Munich.
En 1889, il découvre l'illusion optique qui porte son nom.

## Publications
- Die Entwicklungsstufen der Menschheit. Eine systematische Soziologie in Überblicken und Einzeldarstellungen. 8 Bände, Albert Langen, München 1910
- Soziologie der Leiden. Albert Langen, München 1914